# Stour (rivière de Nouvelle-Zélande)
La rivière Stour  (anglais : Stour River) est une rivière de la région de  Canterbury dans l’Ile du Sud de la Nouvelle-Zélande. 

## Géographie
Elle prend naissance par deux branches principales : les branches est et ouest, au sud-est du lac Heron, s’écoulant vers le sud pour rencontrer la branche sud de la rivière Ashburton à 15 km à l‘ouest de la ville de Mount Somers.